# Dendrobium subacaule
Dendrobium subacaule là một loài thực vật có hoa trong họ Lan. Loài này được Reinw. ex Lindl. mô tả khoa học đầu tiên năm 1859.